# Rocky River Bridge
Die Rocky River Bridge, offiziell Detroit Avenue Bridge, war eine Betonbogenbrücke über der Schlucht des Rocky River zwischen Rocky River und Lakewood, zwei am Eriesee gelegenen Vororten von Cleveland, Ohio, USA, die unter anderem den U.S. Highway 20 über die Schlucht führte.
Die Rocky River Bridge hatte große Ähnlichkeit mit der Walnut Lane Bridge in Philadelphia, Pennsylvania, die wiederum, von veränderten Maßen abgesehen, eine Kopie der Adolphe-Brücke in Luxemburg ist. Ihre Planung wurde in der Brückenbauabteilung des Cuyahoga County von A.M. Felgate unter der Leitung von A.B. Lea erstellt. Die Rocky River Bridge war das Vorbild für die 1911 fertiggestellte Monroe Street Bridge in Spokane, Washington.
Die zwischen 1908 und 1910 erbaute Rocky River Bridge war bei ihrer Fertigstellung die größte Betonbogenbrücke der Welt, ihre Spannweite von 85,3 m übertraf die der 1908 eröffneten Walnut Lane Bridge um 14,3 m. Dieser Rekord wurde jedoch schon im folgenden Jahr durch die 1 Fuß größere Monroe Street Bridge und durch die Ponte del Risorgimento in Rom mit einer Spannweite von 100 m übertroffen.

Die insgesamt 215 m lange Brücke überquerte den Taleinschnitt mit einem großen Doppelbogen mit einer Spannweite von 85,3 m in einer Höhe von 25 m über dem Wasserlauf. Die beiden 5,5 m breiten Betonbögen wurden ohne Gelenke und aus unbewehrten Beton erstellt. Die Pfeilhöhe des Doppelbogens betrug 24,4 m. Auf den beiden Seiten dieser Doppelbögen waren 4 je 6,4 m weite Sparbögen zur Stützung der Brückenplatte aufgeständert. Die Doppelbögen werden beiderseits von starken Pfeilern und insgesamt 5 Doppelbögen über den Hängen des Tales eingerahmt, die eine Spannweite von jeweils 13,4 m hatten. Die Brückenplatte war insgesamt 18,4 m breit und ursprünglich in eine 12,20 m breite Fahrbahn für vier Spuren (einschließlich zweier Straßenbahngleise) und 2,4 m breite Gehwege eingeteilt.
Die Rocky River Bridge wurde 1980 abgebrochen und durch eine Stahlträgerbrücke mit fünf Fahrspuren und beidseits einem schmalen Gehweg ersetzt.